# Union Mohammédia
Union Sportive Mohammédia lub Union de Mohammédia – marokański klub piłkarski z siedzibą w mieście Mohammédia. W sezonie 2014/2015 gra w GNF 2. 

## Opis
Klub został założony w 1946 roku. Najlepszym wynikiem w GNF 1 było 3. miejsce w sezonie 1979/1980. Zaś w pucharze Maroka drużyna najdalej zaszła do ćwierćfinału w 2011 roku. Drużyna gra na Stade El Bachir, który może pomieścić 10 000 widzów. Prezesem klubu jest Mohammed Benchowak.